# Szabó Miklós (történész, 1932–2016)
Szabó Miklós (Sáromberke, 1932. november 13. – Marosvásárhely, 2016. július 9.) erdélyi magyar történész, főiskolai oktató, levéltáros.

## Életútja
A marosvásárhelyi 2. számú Fiúlíceumban (a volt Református Kollégiumban) érettségizett (1953). A Bolyai Tudományegyetem Történelem–Filológia Karán szerzett tanári oklevelet (1957), a BBTE-n doktorált (1994). Pályáját a Marosvásárhelyi Állami Levéltár levéltárosaként kezdte (1957–62), s a marosvásárhelyi Pedagógiai Főiskola előadótanáraként folytatta (1962–75). Ezután nyugdíjazásáig (2003) a Román Társadalomtudományi Akadémia marosvásárhelyi kutatóintézeténél volt kutató, illetve főkutató. Tanulmányai magyar, román és francia nyelven jelentek meg.

## Munkássága
Első dolgozata román nyelven, a Revista Arhivelor című folyóiratban jelent meg (1960), első magyar nyelvű írását a Korunk közölte (1972). Külső munkatársa még több lapnak, folyóiratnak (Agrártörténeti Szemle, Keresztény Magvető, Könyvtár, Levéltári Szemle, Művelődés, Népújság, Valóság, Vörös Zászló, Acta Musei Porolissensis, Apulum, Cercetări de Ştiinţe Sociale Tîrgu Mureş, Marisia, Revue Roumaine d’Histoire, Vatra stb.). Írásai jelentek meg különféle gyűjteményes kötetekben, pl.: Művelődéstörténeti tanulmányok (I–II. Bukarest, 1979; 1980); Emlékkönyv Jakó Zsigmond nyolcvanadik születésnapjára (Kolozsvár, 1996); Emlékkönyv Imreh István nyolcvanadik születésnapjára (Kolozsvár, 1999).
Kutatásai főként a közép-erdélyi régió (Marosszék, a Mezőség és Marosvásárhely) újkori történetére irányulnak. Vizsgálódásai érintik a tájegység gazdaságának sajátos vonásait (Adalékok a marosszéki paraszti gazdálkodás XVIII–XIX. századi történetéhez 1750–1820. Marosvásárhely, 1992). Számos tanulmányt szentelt Erdély változó társadalmának (Ember és táj az Erdélyi Mezőségen a XVIII–XIX. században. Valóság, 1995/9), néhány dolgozata pedig társadalmi mozgalmaknak állít emléket (a marosszéki szabad székelyek 1809-es mozgalma, az 1848–49-es forradalom és szabadságharc helyi vonatkozásai). A hazai társadalmi megújhodás európai összefüggéseit is kutatja (Kétszáz éves az erdélyi jakobinus szervezkedési kísérlet. Levéltári Szemle, 1997/2). Több falumonográfia (Búzásbesenyő, Csíkjenőfalva, Sáromberke) társszerzője, itteni megállapításai majdan a helytörténeten túlmutató általános következtetések megfogalmazásához vezethetnek. Vizsgálódásainak java része az erdélyi értelmiség formálódására: erdélyi diákok európai egyetemjárásának feltérképezésére, iskolatörténeti témákra irányul.

## Kötetei
- Erdélyiek egyetemjárása a korai újkorban 1521–1700 (társszerző Tonk Sándor, Szeged, 1992)
- Sáromberke 1319–1994 (társszerzők Berekméri István, Nagy Géza, Tonk Sándor, Kolozsvár, 1994)
- Buzásbesenyő (társszerző Pál-Antal Sándor, Marosvásárhely, 1995)
- Egy forró nyár Udvarhelyszéken. Udvarhelyszéki szabad székelyek és kisnemesek 1809. évi engedetlenségi mozgalma (társszerző Pál-Antal Sándor, Székelyudvarhely 1995. Múzeumi Füzetek)
- A Maros megyei magyarság történetéből (társszerző, társszerkesztő. Marosvásárhely, 1997)
- Erdélyi peregrinusok. Erdélyi diákok európai egyetemeken 1701–1849 (társszerző Szögi László, Marosvásárhely, 1998)
- Marosvásárhely történetéből (társszerző, társszerkesztő Pál-Antal Sándor, Marosvásárhely, 1999)
- Mesél a múlt. Csíkjenőfalva 800 éves története (társszerző Jakab Sámuel, Marosvásárhely, 2001)
- Óvodában, nagyszobában. A Stefánia kisdedóvó múltja és jelene 1856–2001 (társszerző Nagy Zita, Marosvásárhely, 2001)
- Művelődés és gazdálkodás az újkori Erdélyben. Erdélyi értelmiség, városfejlődés és paraszti gazdálkodás a XVI–XIX. században (Marosvásárhely, 2003)
- Erdélyiek magyarországi egyetemeken 1848 előtt (Marosvásárhely, 2005)
- Mélyre nyúló gyökerek. Mezőmadaras 800 éves története; Kriterion, Kolozsvár, 2008

## Társasági és szakmai egyesületi tagság
- Az RMDSZ helytörténeti kutatócsoportja;
- Erdélyi Múzeum-Egyesület;
- Magyar történészek Világszövetsége;
- Nemzetközi Magyar Filológiai Társaság.